# Barton Appler Bean
Barton Appler Bean (21 tháng 5 năm 1860 – 16 tháng 6 năm 1947) là một nhà ngư học người Mỹ.

## Tiểu sử
Barton A. Bean sinh tại Lancaster, Pennsylvania, sau đó chuyển đến sống tại Washington, D.C. Năm 1881, ông vào làm thư ký cho Bộ phận Ngư học thuộc Bảo tàng Lịch sử Tự nhiên Quốc gia Hoa Kỳ dưới quyền của anh mình, Tarleton Hoffman Bean, một nhà ngư học nổi tiếng ở thời điểm đó. Barton Bean được thăng làm Trợ lý (1886) rồi Phó Phụ trách Ngư học (1890) của người anh Tarleton cho đến khi Barton nghỉ hưu vào năm 1932. Ngoài những nhiệm vụ chính ở Bảo tàng Quốc gia, Barton Bean còn làm việc với Ủy ban Cá Hoa Kỳ (sau này đổi thành Cục Thủy sản) với tư cách là điều tra viên.
Vào khoảng năm 1918, Bean đề xuất gửi những mẫu cá do Đoàn thám hiểm Hoa Kỳ thu thập được trong khoảng năm 1838–1842 cho Henry Weed Fowler vì chúng chưa được phân loại chính xác. Năm 1925, Fowler và Bean cùng nhau cộng tác trong việc phân loại các mẫu vật ngư học do Cục Thủy sản Albatross thu thập tại Philippines từ năm 1907 đến năm 1910.
Barton Bean qua đời tại quận Chemung, New York sau khi bị ngã từ một cây cầu.